# Джоанна Гейс
Джоанна Гейс (англ. Joanna Hayes; нар. 23 грудня 1976, Вільямспорт, Пенсильванія, США) — американська легкоатлетка, що спеціалізується на бігу з бар'єрами, олімпійська чемпіонка 2004 року.

## Кар'єра
| Рік             | Змагання                         | Місто                | Місце           | Дисципліна        | Примітки        |
| Представник США | Представник США                  | Представник США      | Представник США | Представник США   | Представник США |
| --------------- | -------------------------------- | -------------------- | --------------- | ----------------- | --------------- |
| 1999            | Чемпіонат світу                  | Севілья, Іспанія     | 4 (забіг)       | 400 м з бар'єрами | 55.38           |
| 2003            | Чемпіонат світу                  | Париж, Франція       | 6 (півфінал)    | 400 м з бар'єрами | 55.35           |
| 2004            | Чемпіонат світу в приміщенні     | Будапешт, Угорщина   | 4               | 60 м з бар'єрами  | 7.86            |
| 2004            | Олімпійські ігри                 | Афіни, Греція        | 1               | 100 м з бар'єрами | 12.37           |
| 2004            | Всесвітній легкоатлетичний фінал | Монте-Карло, Монако  | 1               | 100 м з бар'єрами | 12.58           |
| 2005            | Чемпіонат світу                  | Гельсінкі, Фінляндія | —               | 100 м з бар'єрами | DQ              |
| 2005            | Всесвітній легкоатлетичний фінал | Монте-Карло, Монако  | 6               | 100 м з бар'єрами | 12.78           |
| 2008            | Всесвітній легкоатлетичний фінал | Штутгарт, Німеччина  | 7               | 100 м з бар'єрами | 13.06           |